# Forthhere
Forthhere († 737) war Bischof von Sherborne. Er wurde 709 zum Bischof geweiht und trat sein Amt im gleichen Zeitraum an. Es ist möglich, dass er sein Amt verlor, bevor er 737 starb.